# Favartia (Favartia) roseotincta
Favartia (Favartia) roseotincta is een slakkensoort uit de familie van de Muricidae. De wetenschappelijke naam van de soort is voor het eerst geldig gepubliceerd in 2011 door Houart & Gori.